# 프라가

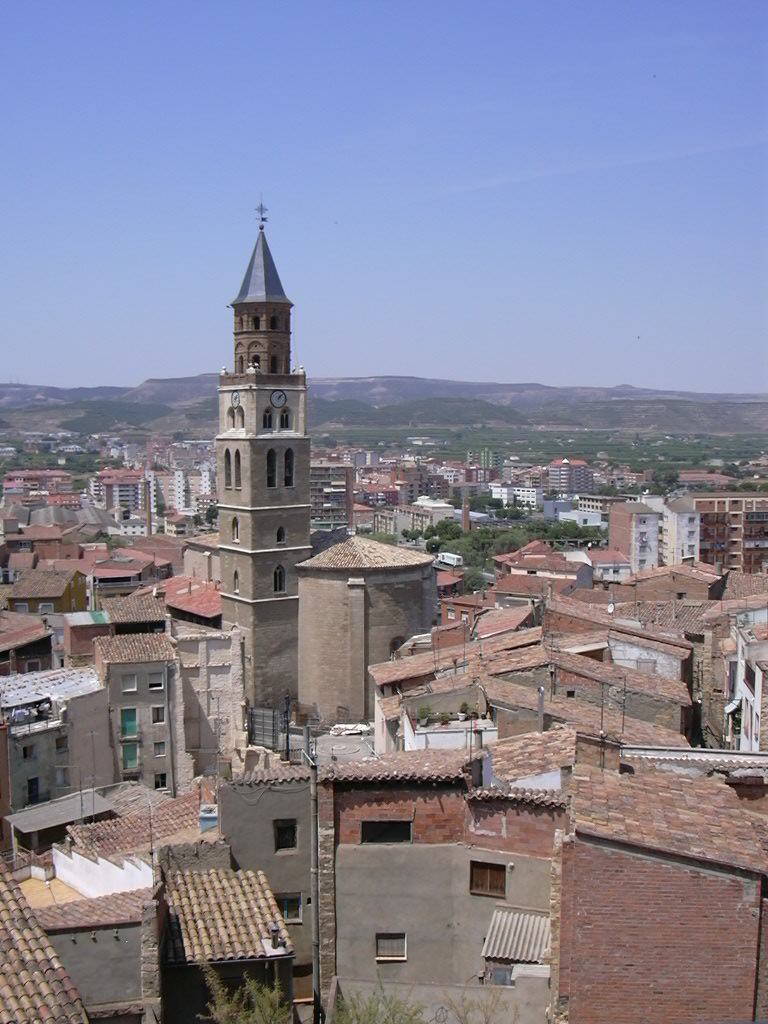
프라가

프라가(스페인어: Fraga)는 스페인 아라곤 지방 우에스카 주에 위치한 도시로 면적은 437.64km2, 높이는 118m, 인구는 14,926명(2014년 기준), 인구 밀도는 34명/km2이다.

시기
시 문장